# Ференц Шпрінгер
Ференц Шпрінгер (угор. Springer Ferenc, 15 жовтня 1863, Пешт — 29 жовтня 1920, Будапешт) — угорський юрист, політик, перший президент спортвного клубу «Ференцварош».

## Біографія
Його батьками були Ференц Шпрінгер і Анна Ферстер.
Після закінчення юридичних студій у 1896 році він отримав диплом юриста та відкрив адвокатську контору в Будапешті.
29 квітня 1896 року у Ференцвароші, Будапешт, він одружився з Марією Корнелією Антонією Бауер, на 14 років молодшою за нього.
1893 року він був обраний членом парламенту в Будапешті від Партії Конституції. Перший президент спортивного клубу «Ференцварош» (FTC)і відіграв роль у створенні створенні Угорської футбольної асоціації.
Доктор Ференц Шпрінгер помер 29 жовтня 1920 року. 24 вересня 1922 року було відкрито статую Шпрінгеру біля стадіон клубу, створену Лайошем Матраєм. У 1977 році пам'ятник у формі атлета, що спирається на стовбур дерева, відреставрували.

## Нагороди та визнання
- Почесний громадянин Ференцвароша (1999)

## Зображення

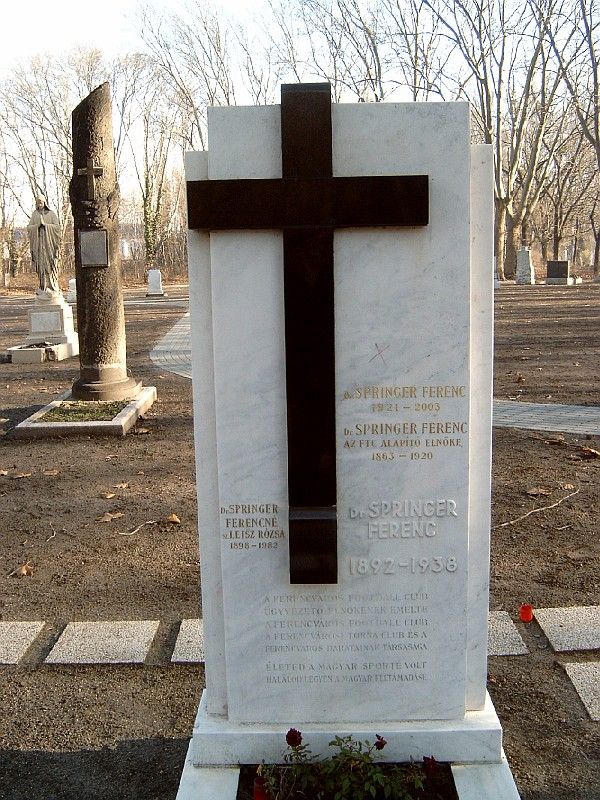
Могили Ференца Шпрінгера-старшого та Ференца Шпрінгера-молодшого (1921—2003) у Будапешті. Кладовище Керепеші: 41-1-30.
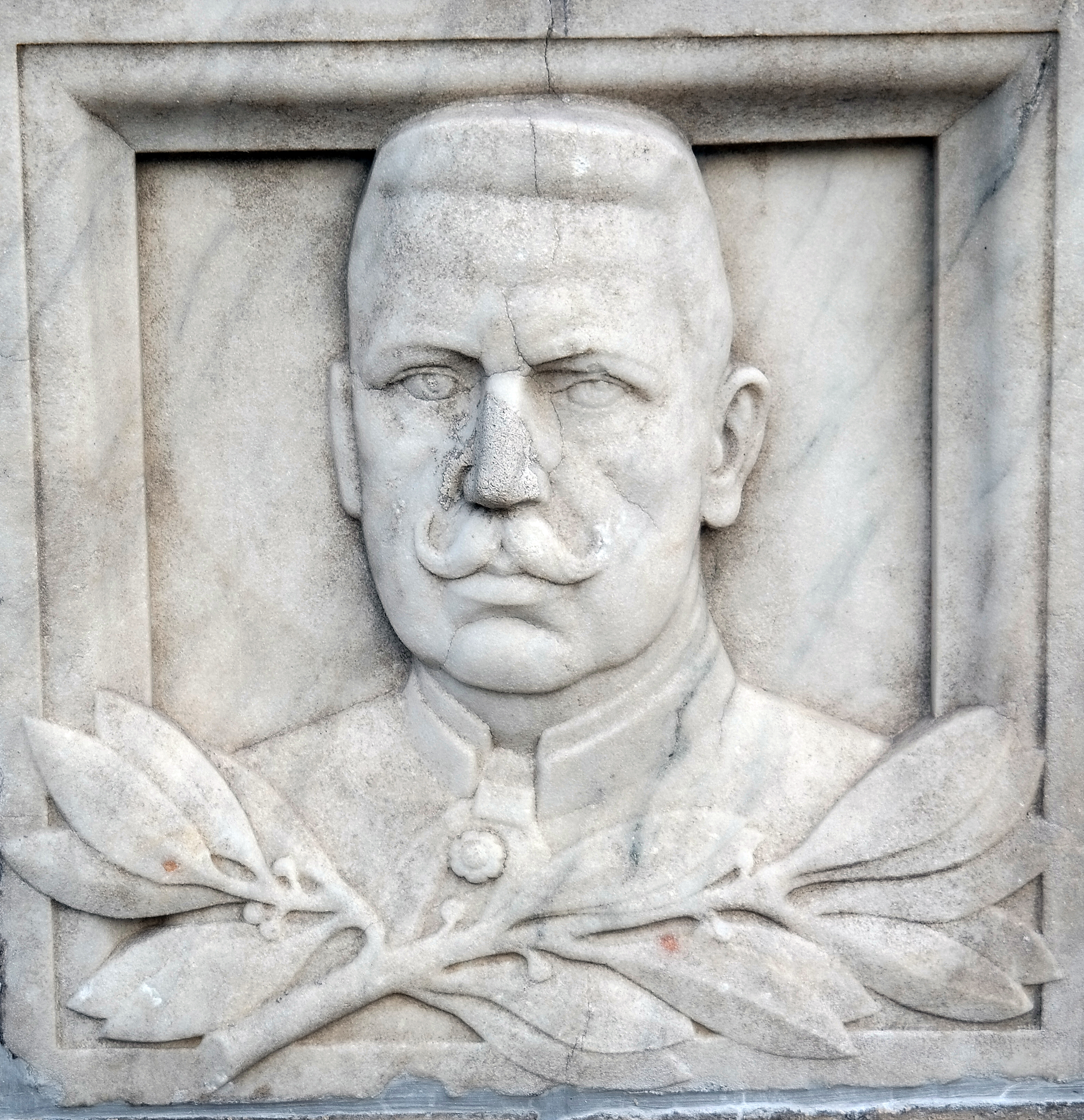
Рельєф Ференца Шпрінгера біля головного входу до Групама Арени. Створено Лайошем Бераном.
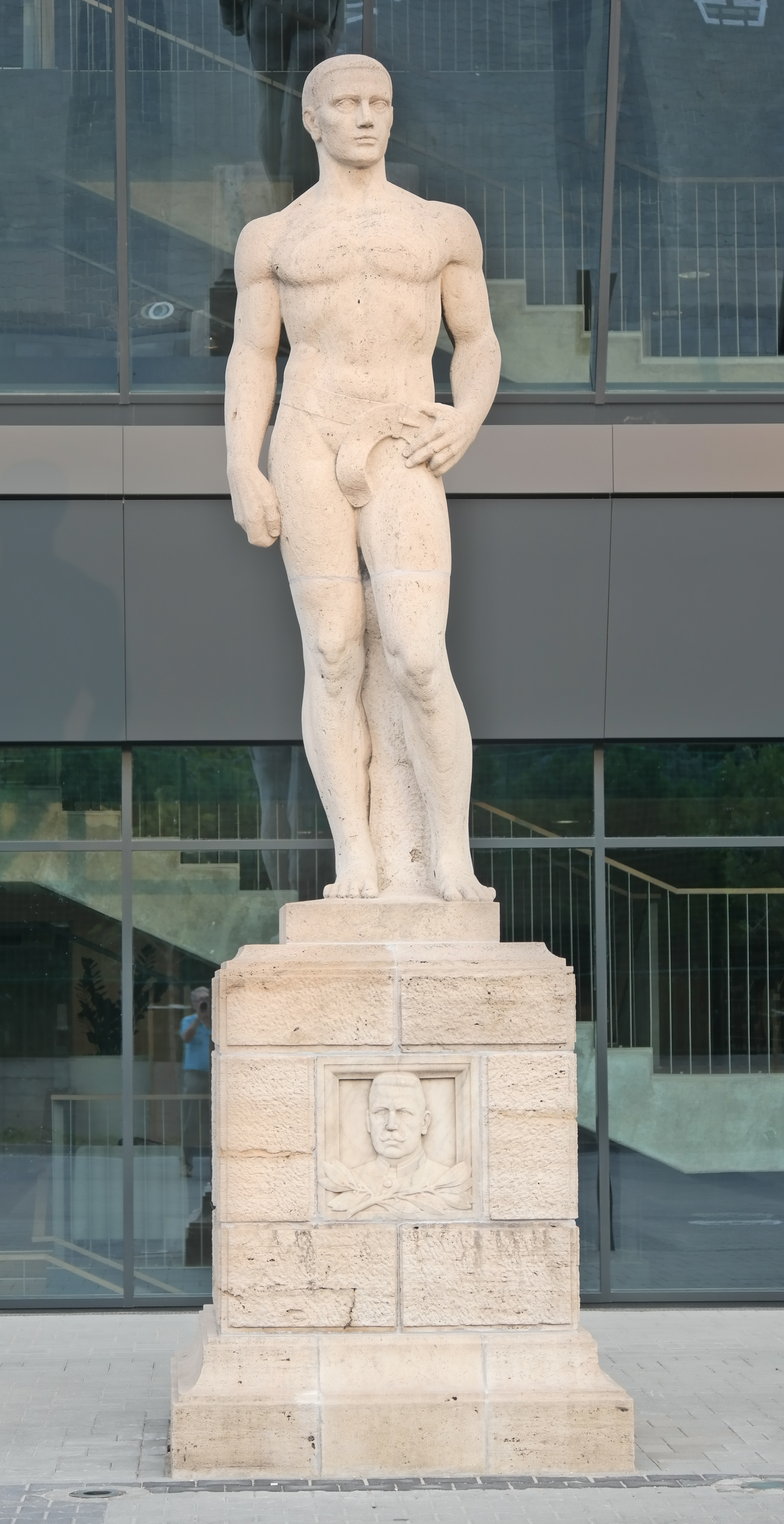
Пам'ятник Шпрінгеру, присвячений президенту-засновнику клубу, урочисто відкритий 24 вересня 1922 року.

## Більше інформації
- Могила доктора Ференца Шпрінгера на кладовищі Керепеші
- Ferencváros: SPRINGER